# Thales Communications
La société française Thales Communications était une filiale du groupe Thales. Dans l'organisation du groupe Thales, cette société faisait partie de la Division Systèmes Terre et Interarmées.
La société employait plus de 5 000 personnes et se positionnait en maître d'œuvre, architecte systèmes, et fournisseur d'équipements et de services à forte valeur ajoutée dans le domaine des systèmes d'information et de communication, de renseignement et commandement pour les marchés de défense.
Au 1er juillet 2011, Thales Communications a fusionné avec Thales Security Solutions & Services, autre filiale du groupe Thales, pour donner naissance à la société Thales Communications & Security.